# José Aurelio Suárez
Sandro Ramírez Castillo (Gijón, 1995. december 18. –) spanyol labdarúgó, aki jelenleg a Girona játékosa.

## Pályafutása
A Roces és a Barcelona csapataiban nevelkedett. 2011 és 2014 között szerepelt az utánpótlás csapatokban és az U19-es korosztállyal megnyerték az Ifjúsági Bajnokok Ligáját. 2014 nyarán felkerült a Barcelona B együtteséhez, ahol a CE Sabadell ellen debütált a másodosztályban. 2015 januárjában debütált kezdőként a 4–1-re megnyert találkozón. 2017. július 7-én  4 évre írt alá az első osztályú Girona csapatához.

## Statisztika
| Klub        | Szezon   | Bajnokság | Bajnokság | Kupa  | Kupa | Nemzetközi | Nemzetközi | Egyéb | Egyéb | Összesen | Összesen |
| Klub        | Szezon   | Mérk.     | Gól       | Mérk. | Gól  | Mérk.      | Gól        | Mérk. | Gól   | Mérk.    | Gól      |
| ----------- | -------- | --------- | --------- | ----- | ---- | ---------- | ---------- | ----- | ----- | -------- | -------- |
| Barcelona B | 2014-15  | 17        | 0         | —     | —    | —          | —          | —     | —     | 17       | 0        |
| Barcelona B | 2015–16  | 1         | 0         | —     | —    | —          | —          | —     | —     | 1        | 0        |
| Barcelona B | 2016–17  | 30        | 0         | —     | —    | —          | —          | 3     | 0     | 33       | 0        |
| Barcelona B | Összesen | 48        | 0         | —     | —    | —          | —          | 3     | 0     | 51       | 0        |
| Girona      | 2017–18  | 0         | 0         | 0     | 0    | —          | —          | 0     | 0     | 0        | 0        |
| Összesen    | Összesen | 48        | 0         | 0     | 0    | 0          | 0          | 3     | 0     | 51       | 0        |

## Sikerei, díjai
- UEFA Ifjúsági Bajnokok Ligája: 2013-14[8]